# Varanus albigularis
Il varano delle rocce (Varanus albigularis (Daudin, 1802)), detto anche legavaan o varano dalla gola bianca, è una specie di lucertola diffusa nell'Africa meridionale. È la seconda specie di sauro più lunga del continente africano, nonché la più pesante.

## Descrizione
Come è già stato detto, è la lucertola più pesante dell'Africa arrivando a 28-30 kg, ma non la più lunga (il primato è detenuto infatti dal varano del Nilo): può raggiungere i 2 m ma il più delle volte resta sul metro di lunghezza, con corpo e coda di uguali dimensioni. La testa e il collo sono della stessa lunghezza ed hanno un aspetto differente da quello di qualunque altra specie di varano. Il muso bulboso e convesso dà al capo un aspetto spigoloso, a forma di scatola. La lingua, biforcuta, è rosa o bluastra e la pelle è solitamente di color grigio-marrone, con disegni giallastri o bianchi.

## Tassonomia
Descritta per la prima volta da François Marie Daudin nel 1802, questa lucertola è stata per lungo tempo considerata una sottospecie di Varanus exanthematicus, ma è stata in seguito dichiarata specie a parte sulla base di alcune differenze nella morfologia dell'emipene. Il nome generico, Varanus, deriva dal termine arabo waral (ورل), che significa «guardiano» (in lingua inglese, infatti, i varani vengono chiamati monitor, nome che ha lo stesso significato dell'arabo waral). Il nome specifico è formato dall'unione di due parole latine: albus, «bianco», e gula, «gola».
Se ne riconoscono quattro sottospecie:
- Varano dalla gola bianca, V. a. albigularis
- Varano dalla gola bianca dell'Angola, V. a. angolensis
- Varano dalla gola bianca della Tanzania, V. a. microstictus
- Varano dalla gola nera, V. a. ionidesi (potrebbe essere sinonimo di V. a. microstictus)

## Distribuzione e habitat
L'areale di questo varano si estende sui seguenti Paesi: Namibia, Botswana, Sudafrica, Swaziland, Zimbabwe, Mozambico, Zambia, Angola, Tanzania, Etiopia, Somalia, Kenya, Uganda e Repubblica Democratica del Congo (ex Zaire). Vive in una vasta gamma di ambienti aridi, comprese steppe, praterie e savane, ma è completamente assente da deserti, foreste pluviali e fitte boscaglie.

## Intelligenza

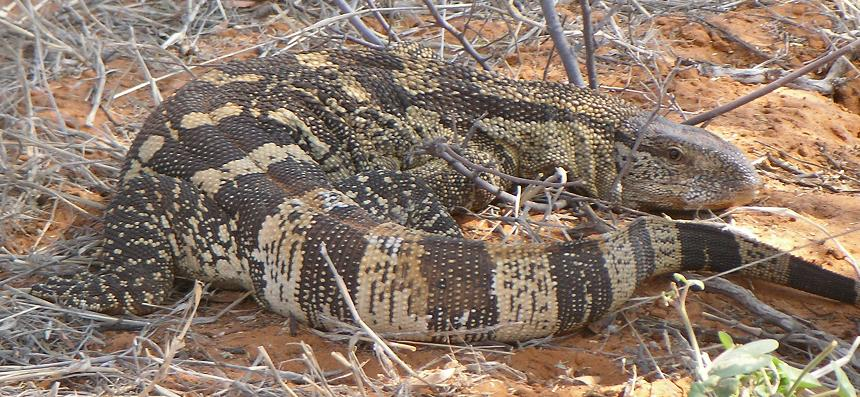
Un varano delle rocce

Il varano delle rocce è una lucertola dotata di un certo livello di intelligenza; alcuni esemplari, infatti, nel corso di un esperimento condotto nel 1999 dal dottor John Philips allo Zoo di San Diego, hanno dimostrato la loro abilità di contare fino a sei. Durante l'esperimento, Philips offriva loro un certo numero di chiocciole e i varani riuscivano a distinguerne il numero quando ne mancava una.

## Folklore
Nel distretto di Yumbe, in Uganda, le persone colpite dal virus dell'AIDS (HIV) si iniettano in vena sangue di varani delle rocce, poiché ritengono che possa curarli dalla malattia. La maggior parte di esse interrompe il trattamento con i farmaci anti-retrovirali per seguire questo insolito trattamento. Come è facile intuire, in Uganda il valore sul mercato nero di esemplari di V. albigularis è salito moltissimo, fino a superare i 175 dollari a esemplare.